# Rivulus montium
Rivulus montium är en fiskart som beskrevs av Hildebrand, 1938. Rivulus montium ingår i släktet Rivulus och familjen Rivulidae. Inga underarter finns listade i Catalogue of Life.